# إبراهيم أبو بكر كيتا
إبراهيم أبو بكر كيتا  (بالفرنسية: Ibrahim Boubacar Keïta)‏ (من مواليد 29 يناير 1945 في كوتيالا - 16 يناير 2022) سياسي ورجل دولة مالي. شغل منصب رئيس الوزراء ورئيس الجمعية الوطنية قبل انتخابه رئيسا لجمهورية مالي في عام 2013. أُجبر على الاستقالة بعد اعتقاله غداة انقلاب عسكري في 19 آب / أغسطس 2020.

## سيرة
ولد كيتا في كوتيالا، فيما كان يعرف آنذاك بالسودان الفرنسي. انتقل إلى فرنسا وهو بعمر 13 سنة. درس في ثانوية جانسون دو ساييه في باريس وثانوية أسكيا محمد، في باماكو، ثم تابع دراسته في درس في كلية الآداب جامعة داكار، ثم جامعة بانتيون سوربون ومعهد التاريخ الحديث للعلاقات الدولية (IHRIC). وهو حاصل على درجة الماجستير في التاريخ وعلى درجة الدراسات العليا، كذلك في العلوم السياسية والعلاقات الدولية.
بعد إكمال دراسته، أصبح باحثًا في المركز الوطني الفرنسي للبحث العلمي (CNRS)، وقام بتدريس مقررات تخص السياسات في العالم الثالث في جامعة باريس 1. عاد إلى مالي ليصبح المستشار الفني لصندوق التنمية الأوروبي وهو برنامج من الاتحاد الأوروبي للمساعدات في التنمية داخل مالي. ثم مدير منظمة أرض الإنسان وهي منظمة غير حكومية دولية تساعد الأطفال في العالم النامي.

## النشاط السياسي
إبراهيم بوبكر كيتا فاز بـ 329149 صوتا، أو 21.15٪ من الأصوات في الجولة الأولى من الانتخابات الرئاسية يوم 28 أبريل نيسان 2002. المؤهل الوحيد لثاني جولة أمادو توماني توريه (28.87٪) وسومايلا سيسي (21.44٪، 4,000 الفرق تصويت مع كيتا).

## انقلاب مالي 2020
وقع تمرد عسكري ضد الرئيس المالي في 18 أغسطس 2020، حيث اعتقل الرئيس ورئيس الوزراء.

## روابط خارجية
- إبراهيم أبو بكر كيتا على موقع الموسوعة البريطانية (الإنجليزية)
- إبراهيم أبو بكر كيتا على موقع مونزينجر (الألمانية)